# Patrick Castagne
Patrick Stanislaus Castagne, detto Pat (Georgetown, 3 ottobre 1916 – Port of Spain, 5 maggio 2000), è stato un musicista e compositore trinidadiano di origini guyanesi, noto soprattutto per aver composto " Forged from the Love of Liberty ", l'inno nazionale di Trinidad e Tobago.

## Vita e formazione
Nato da genitori trinidiani nella Guyana britannica, Castagne si trasferì a Trinidad quando era giovane e crebbe lì, frequentando il St Mary's College .
Castagne suonava il piano e aveva una sua band, ma ottenne un ampio riconoscimento negli anni '50 per aver ospitato gli spettacoli pre-carnevali "Dimanche Gras". Nel 1962 compose l'inno nazionale di Trinidad e Tobago. Ha anche lavorato come diplomatico assegnato all'alta commissione Trinidad & Tobago a Londra, Regno Unito . Mentre era in Inghilterra, ha lavorato con la BBC per trasmettere i talenti delle Indie occidentali in un programma radiofonico settimanale.

## Carriera
Ha composto l'inno nazionale per la Federazione delle Indie Occidentali (sostenuta dal Regno Unito come mezzo per le loro colonie nelle Indie Occidentali per raggiungere uno status simile a quello raggiunto dal Canada e dall'Australia), che è durato solo dal 1958-1962. Trinidad e Tobago lo adottarono in seguito come il loro inno nazionale, " Forged from the Love of Liberty ", dopo aver ottenuto la propria indipendenza il 31 agosto 1962. La sua canzone "Goodnight" è stata per molti anni il tema musicale utilizzato come segnale di accesso e disconnessione da Radio Trinidad . Castagne compose molte altre canzoni e calypsoes durante la sua carriera tra cui "The Iceman" (1960, cantato dal calypsonian Lord Melody ); "Kiss Me for Christmas" (cantato da Kelwyn Hutcheon); "Agile come Kimble"; "Hyarima: A Caribbean Rhapsody"; "Un'orchidea per te"; "Buon compleanno Mamma"; "My Easter Bunny".
Nel 1994 gli è stata assegnata la Chaconia Medal (Oro) di Trinidad & Tobago (per servizio pubblico e musica). Nel 1962  Castagne fu nominato membro dell'Ordine più eccellente dell'Impero britannico (MBE).

## Ultimi anni e morte
Castagne è deceduto nel 2000, a Port-of-Spain, Trinidad, per insufficienza cardiaca.

## Vita privata
Castagne si sposò con Lucille ed ebbe sei figli, Dianne, Alan, Glenn, Christopher, Michael e Gregory.